# Непал на зимних Олимпийских играх 2010
Непал принимал участие в Зимних Олимпийских играх 2010 года в Ванкувере (Канада) в третий раз за свою историю, но не завоевал ни одной медали. Страна была представлена одним спортсменом в лыжных гонках. Как и четыре года назад сборную представил только лишь Дачири Шерпа, выступивший на своей второй Олимпиаде в одном виде программы — в гонке на 15 километров, где смог обойти трёх лыжников из Эфиопии, Перу и Португалии.

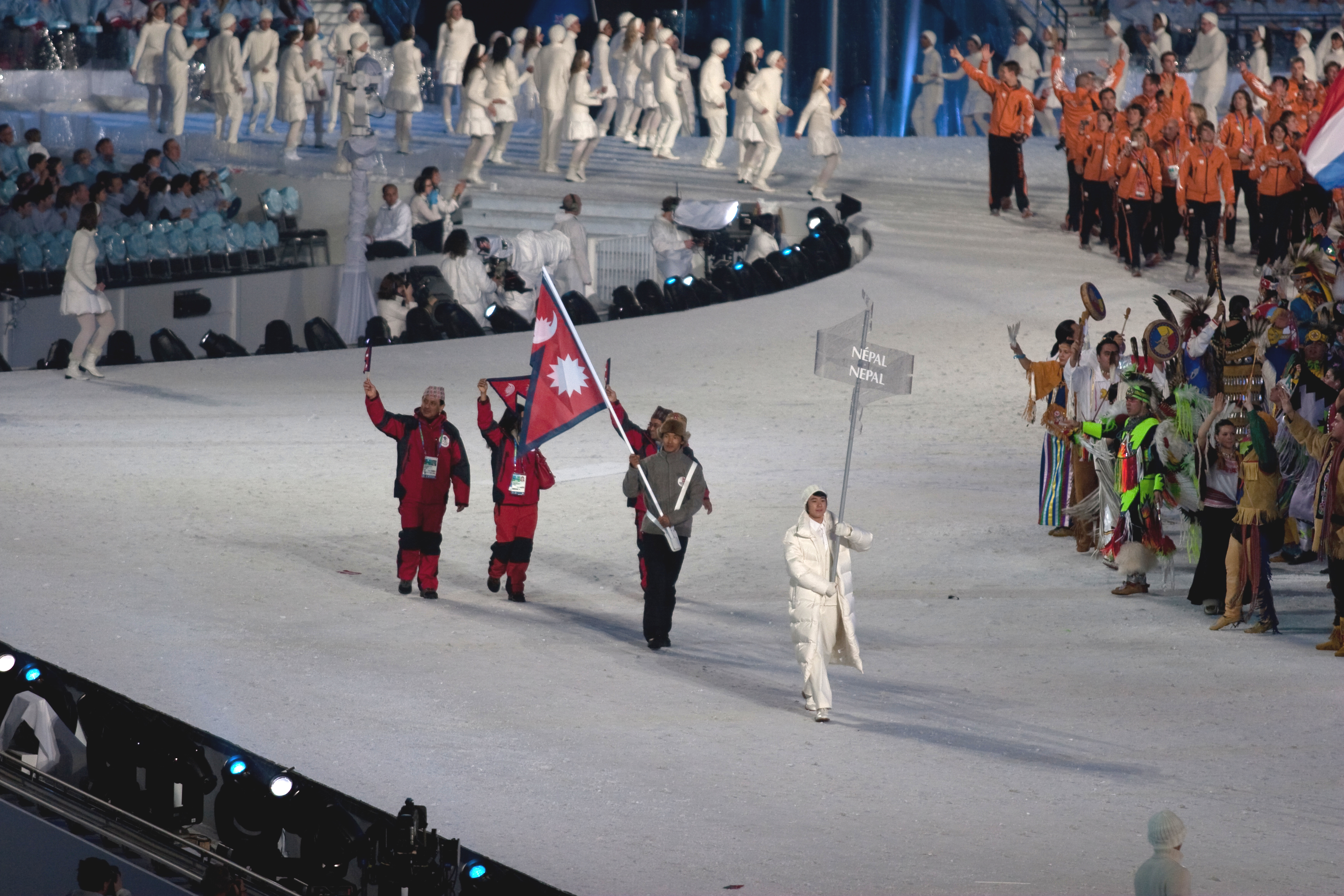
Делегация Непала на церемонии открытия игр

## Результаты соревнований

### Лыжные гонки
Мужчины
Дистанция
| Спортсмен    | Соревнование           | Результат | Отставание | Место |
| ------------ | ---------------------- | --------- | ---------- | ----- |
| Дачири Шерпа | 15 км свободным стилем | 44:26,5   | +10:50.2   | 92    |